# 有松三丁山
有松三丁山（ありまつさんちょうやま）は、愛知県名古屋市緑区の町名。丁番を持たない単独町名である。住居表示未実施。

## 地理
名古屋市緑区の南部に位置し、東は有松町大字有松、西は有松南、南は有松愛宕、北は有松に接する。

## 歴史

### 町名の由来
有松町大字有松字三丁山による。三丁山の「三丁」は山の面積を示すものといわれている。

### 沿革
- 2001年（平成13年）2月17日 - 緑区有松町大字有松（字往還南・三丁山・長坂南）・大字桶狭間（字愛宕西）・大高町（字中平部・東峡・南平部）の各一部より、同区有松三丁山が成立[1]。

## 世帯数と人口
2019年（平成31年）3月1日現在の世帯数と人口は以下の通りである。
| 町丁       | 世帯数  | 人口  |
| ---------- | ------- | ----- |
| 有松三丁山 | 283世帯 | 630人 |

### 人口の変遷
国勢調査による人口の推移
| 2005年（平成17年） | 638人 | [ 8 ]  |  |
| 2010年（平成22年） | 610人 | [ 9 ]  |  |
| 2015年（平成27年） | 609人 | [ 10 ] |  |

## 学区
市立小・中学校に通う場合、学校等は以下の通りとなる。また、公立高等学校に通う場合の学区は以下の通りとなる。
| 番・番地等 | 小学校               | 中学校               | 高等学校普通科 |
| ---------- | -------------------- | -------------------- | -------------- |
| 全域       | 名古屋市立有松小学校 | 名古屋市立有松中学校 | 尾張学区       |

## その他

### 日本郵便
- 郵便番号 : 458-0902[4]（集配局：緑郵便局[13]）。